# Blacus brevicarinatus
Blacus brevicarinatus är en stekelart som beskrevs av Van Achterberg 1988. Blacus brevicarinatus ingår i släktet Blacus och familjen bracksteklar. Inga underarter finns listade.